# Томпа, Ференц
Ференц Томпа (венг. Tompa Ferenc; (6 января 1893 года, Будапешт — 9 февраля 1945 года, Будапешт) — археолог Будапештского университета, первый профессор археологии Венгерской академии наук, член-корреспондент (1935). Президент Международного конгресса археологов, избран членом ряда зарубежных научных ассоциаций.

## Биография
Родился в семье Ференца Томпы и Каталин Орбан в Будапеште 6 января 1893 года. Среднее образование получил в школах в Кестхея и Эстергома. Ференц решил стать историком, но его мать выступила категорически против этого.
В 17 лет он отправился в Суботицу в качестве журналиста. На вырученные деньги он поступил на факультет искусств Будапештского университета. Когда началась Первая мировая война, Томпа был призван в австро-венгерскую армию и отправлен на фронт. Конец войны он встретил в звании лейтенанта.
Вернувшись с фронта, Томпа продолжил учебу в университете, степень доктора (диплом) получил 9 августа 1919 года.
Свою трудовую карьеру будущий учёный начал в Национальном музее, а затем в 1920 году отправляется в старейший город Венгрии Сомбатхей (древнеримский город Савария), в котором было большое поле работы для археологов. Здесь Кальман Миске знакомит Томпа его с археологией.

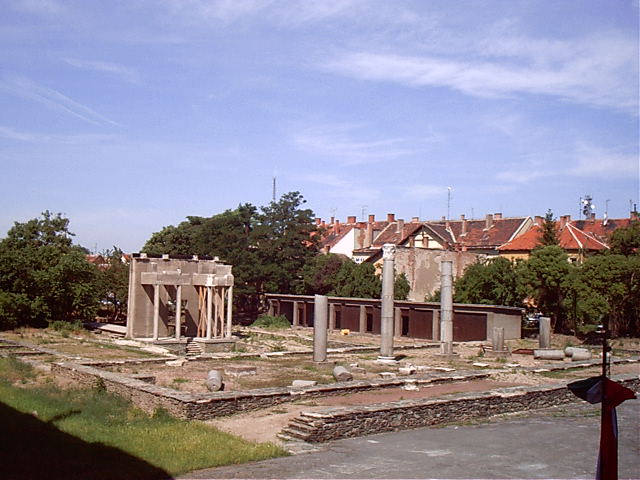
Развалины древнеримского храма в городе Сомбатхей (Венгрия)

1926 году Ференц Томпа снова становится сотрудником Национального музея Венгрии, где он был руководителем в отделе доисторической коллекции. Во время своих учебных поездок за границу он познакомился со многими видными представителями международных исследований, такими как Джон Кларк.
В 1931 году он прошёл абилитацию в Будапештском университете в качестве частного преподавателя, а в 1935 году был избран членом-корреспондентом Венгерской академии наук.
Благодаря международной известности и признанию, Томпа был избран президентом III Международного конгресса по доисторической и ранней истории. В связи с началом Вторая мировая война этот научный форум был отменён.
С 1938 года он был публичным экстраординарным профессором кафедры предыстории Будапештского университета, а с 1939 года был обычным учителем. Один из первых венгерских исследователей доисторических поселений. Основная область исследований Томпа — неолит и бронзовый век, а его труды составили самостоятельныую главу венгерской археологии. К сожалению, подробные каталоги его раскопок остались неопубликованными.
Некоторые из археологов были с ним близкими друзьями, например, Директор музея Миске Кальман, Белла Луи,Мартин Луи.
Он умер от осколочного ранения при выполнении обязанностей по гражданской обороне во время осады Будапешта в феврале 1945 года.
Его женой была Илона Чаголи.
Руководил раскопками в следующих местах: Аггтелек-Барадла, Aпорка, Ароктё, Бейкашмедьер, Береттьоуйфалу, Бодрогкерестур-Каштейкерт, Боршод, Дёмшёд, Фельшёдобжа, Фюзешабонь, Хатван-Стражахедь, Хернадкак, Херпай, Иванча, Кишкунлацхаза, Лендьел, Медьасоу-Кишмайош-танья, Месеш, Надьрейв-Жидоухалом, Шаркад-Пецкешвар, Тисакеси-Содадомб и Пипишдомб, Тисаполгар-Башатанья, Тоусег, Сент-Вид-хедь.

## Научные труды
- 1926 Велемсентвидская бронзовая промышленность, Ежегодник Национального Венгерского археологического общества II, 41-53.
- 1927 г. Неолит в Бодрогкерестуре, Arch. Сб., 31-49.
- 1928 Охота за сокровищами земли ангелов, Arch. Интерпретация, 54-62.
- 1928 О венгерском Denkmäler der praehistorischen Kunst, Ipek, 18-24.
- 1929 г. Культура ленточного искусства из глины в Венгрии. Arch. раск. V—VI. Будапешт.
- 1934 г. Жилой комплекс бронзового века в Хатване, Arch. Интерпретация, 133—134.
- 1935 г. Жилой комплекс бронзового века в Хатване, Arch. Междунар., 16-34.
- 1935 25 Jahre Urgeschichtsforschung in Ungarn 1912—1936, Bericht der Römisch-Germanischen Kommission, 27-127.
- 1935 г. Археология и история, века .
- 1936 Предыстория Будапешта, Исследования из прошлого Будапешта 4, 1-17.
- 1937 Данные по доисторической торговле золотом, Arch. Междунар., 49-56.
- 1937 г. Развитие культуры бронзового века в Венгрии . MTA, Будапешт
- 1938 г. Доисторическая коллекция. Заведующий отделом археологии, 5-50.
- 1939 Лужицкая культура в Боршоде, Fol. Arch. I—II, 29-31.
- 1942 г. Будапешт в древности, история Будапешта (Андраш Альфельди, Лайош Надь). Будапешт.[6]
- 1943 г. Данные о предыстории Будапешта, Древности Будапешта XIII, 11-31.
- 1945 Данные о предыстории Будапешта II, Древности Будапешта XIV, 7-28.